# Iphiaulax spilostigmus
Iphiaulax spilostigmus är en stekelart som beskrevs av Cameron 1904. Iphiaulax spilostigmus ingår i släktet Iphiaulax och familjen bracksteklar. Inga underarter finns listade i Catalogue of Life.